# Kongsbergs kommun
Kongsbergs kommun (norska: Kongsberg kommune) är en kommun i Buskerud fylke i sydöstra Norge. Kommunens centralort är staden Kongsberg. 
I Kongsberg ligger högskolan Bergseminaret som upprättades den 19 september 1757 och därmed blev Norges första högskola. Det var även Europas första läroanstalt med högre utbildning inom bergsvetenskap. År 1814 lades dock Bergseminaret ned och majoriteten av den utbildning som bedrivits där fördes över till Universitetet i Christiania.

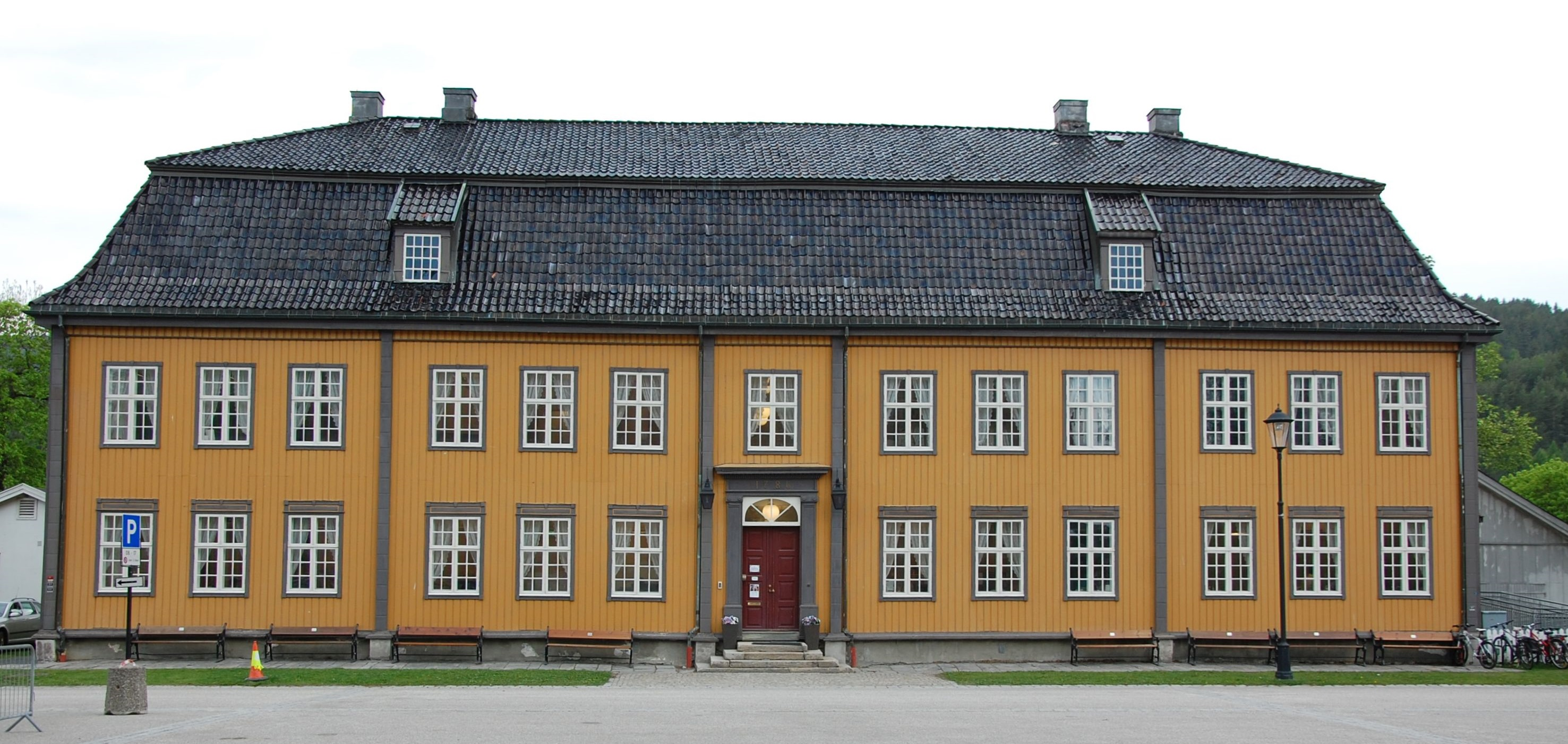
Bergseminaret i Kongsberg (2014).

## Administrativ historik
Kongsbergs kommun upprättades den 1 januari 1838 (som Kongsberg formannskapsdistrikt) när Formannskapslovene från 1837 trädde i kraft.
Den 1 januari 1964 gick kommunerna Øvre Sandsvær och Ytre Sandsvær samt delar av kommunerna Flesberg (Svene/Jondalen) och Gransherad (Øvre Jondalen) upp i Kongsbergs kommun. Kommunen ökade då från 10 581 invånare före sammanslagningen till 16 799 invånare efter.

## Tätorter
I Kongsbergs kommun finns tre tätorter:
- Hillestad
- Hvittingfoss
- Kongsberg (centralort)

Orterna Saggrenda och Skollenborg har tidigare räknats som egna tätorter men räknas numera som delar av tätorten Kongsberg.

## Socknar
Inom Norska kyrkan är Kongsbergs kommun indelad i fem socknar:
- Efteløts socken
- Hedenstads socken
- Komnes socken
- Kongsberg og Jondalens socken
- Tufts socken

Socknarna ingår i Kongsbergs prosteri i Tunsbergs stift.

## Kända personer
- Morten Harket, artist
- Hanne Hukkelberg, artist
- Birger Ruud, backhoppare
- Christian Wallumrød, jazzmusiker
- Håkon Austbø, pianist
- Stian Sivertzen, snowboardåkare